# Tiskadis gammeltroende kirke
Tiskadis gammeltroende kirke (lettisk: Tiskādu vecticībnieku dievnams, letgallisk: Cyskuodu staroveru cierkva, russisk: Храм Тискадской старообрядческой) ligger i Rēzeknes novads (distrikt) i Letgallen, Letland. Menigheden er en af de ældste for gammeltroende i Letland. Det første bedehus blev opført i træ her i 1630, og kirken er brændt ned og genopført flere gange. Klokketårnet indeholder 5 klokker, som blev doneret af menigheden i 1938, hvoraf den største vejer 800 kg. I 1928 blev en anden klokke (80 kg) doneret af M. Laptjevs. 